# Mutnedjmet
Mutnedjmet eller Mutnodjmet, levde cirka 1300 f.Kr., var en egyptisk drottning (stor kunglig hustru), gift med farao Horemheb. 
Hon har förmodats vara syster till drottning Nefertiti och därmed dotter till Ay (farao) och Tey, men detta är inte bekräftat.